# Art Devlin
Arthur „Art“ Donovan Devlin (* 7. September 1922 in Lake Placid; † 22. April 2004 ebenda) war ein US-amerikanischer Skispringer.
Im Zweiten Weltkrieg war Art Devlin Pilot eines B-24-Bombers und erhielt für seine Leistungen in insgesamt fünfzig Kampfeinsätzen diverse Auszeichnungen, darunter das Purple Heart. Nach dem Krieg kam er zurück zum Skispringen. Bei der Nordischen Skiweltmeisterschaft 1950 erreichte er den 5. Platz von der Großschanze. Bei den Olympischen Winterspielen 1952 in Oslo erreichte Devlin nach Sprüngen auf 60,5 und 63,5 m den 15. Platz. Vier Jahre später sprang er bei den Olympischen Winterspielen 1956 in Cortina d’Ampezzo auf 74,0 und 72,5 m und erreichte damit am Ende den 21. Platz.
1960, nach Ende seiner aktiven Skisprungkarriere, wurde Devlin Sportkommentator für CBS und wechselte später zu ABC. Bereits 1953 hatte er ein Sporthotel in seiner Heimatstadt eröffnet. Erst 1992 gab er das Art Devlin's Olympic Motor Inn an seinen Sohn weiter.
Devlin war 1980 Vizepräsident des Organisationskomitees für die Olympischen Winterspiele 1980 in seiner Heimatstadt. Für die Verdienste rund um das Skispringen in Lake Placid wurde ihm dort ein Denkmal errichtet.
Devlin war zweimal verheiratet und hatte drei Kinder. 2004 starb er an einem Hirntumor.